# Linbanan Mariquita-Manizales
Linbanan Mariquita-Manizales i Colombia förband kaffeproducerande Mariquita med den 1500 meter lägre belägna Manizales. När linbanan invigdes 1922 var den världens längsta, på 75 km. Nerför bergen fraktades främst kaffe, i andra riktningen olika förnödenheter. Undantagsvis kördes också personer, vid ett tillfälle en hel cirkus.
Banan hade 16 stationer, varav 8 drivstationer. Vid starten drevs sektionerna av 35 hästkrafters ångmaskiner.